# RTL Television

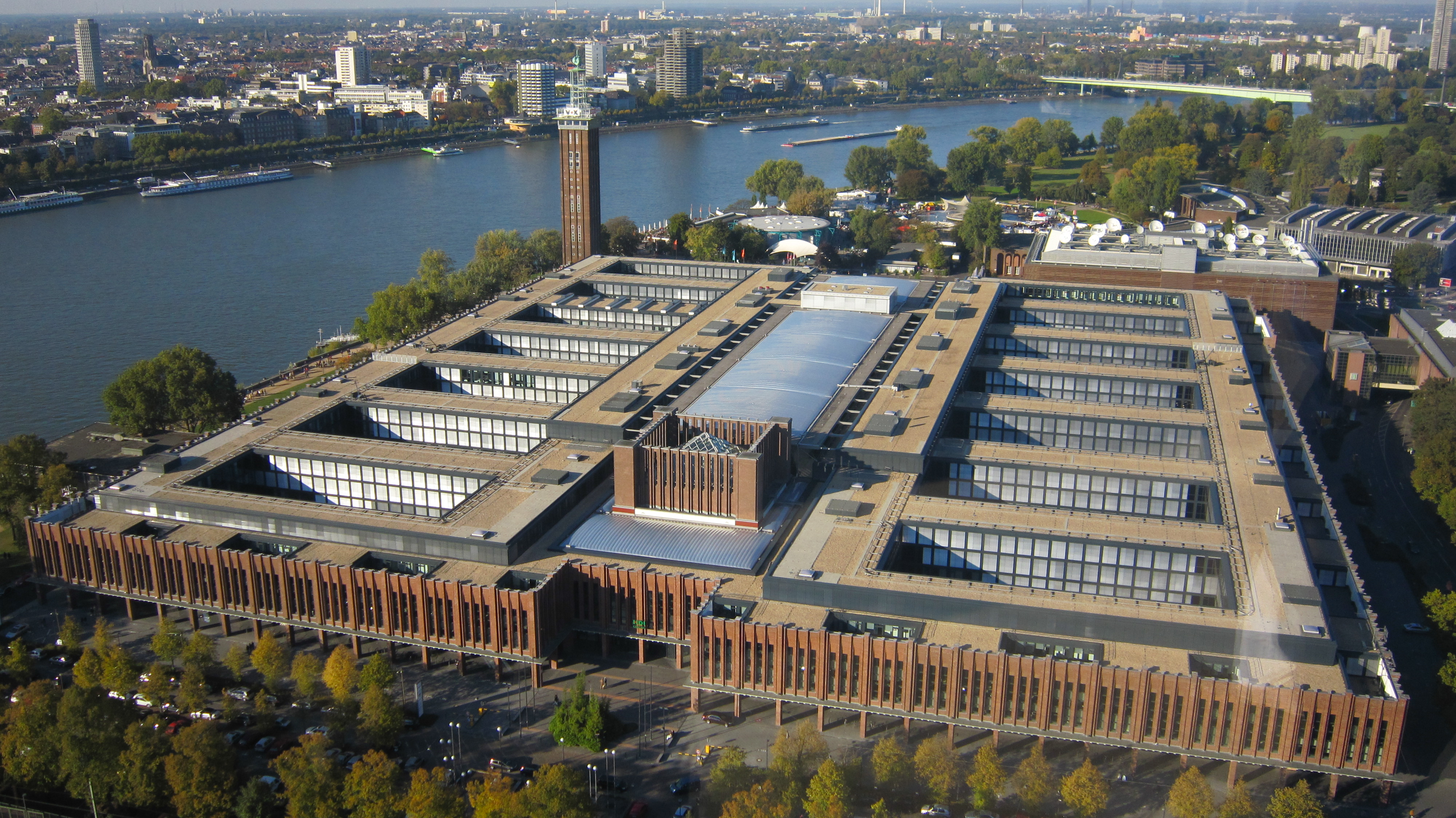
Die Rheinhallen in Köln-Deutz – der aktuelle Standort von RTL

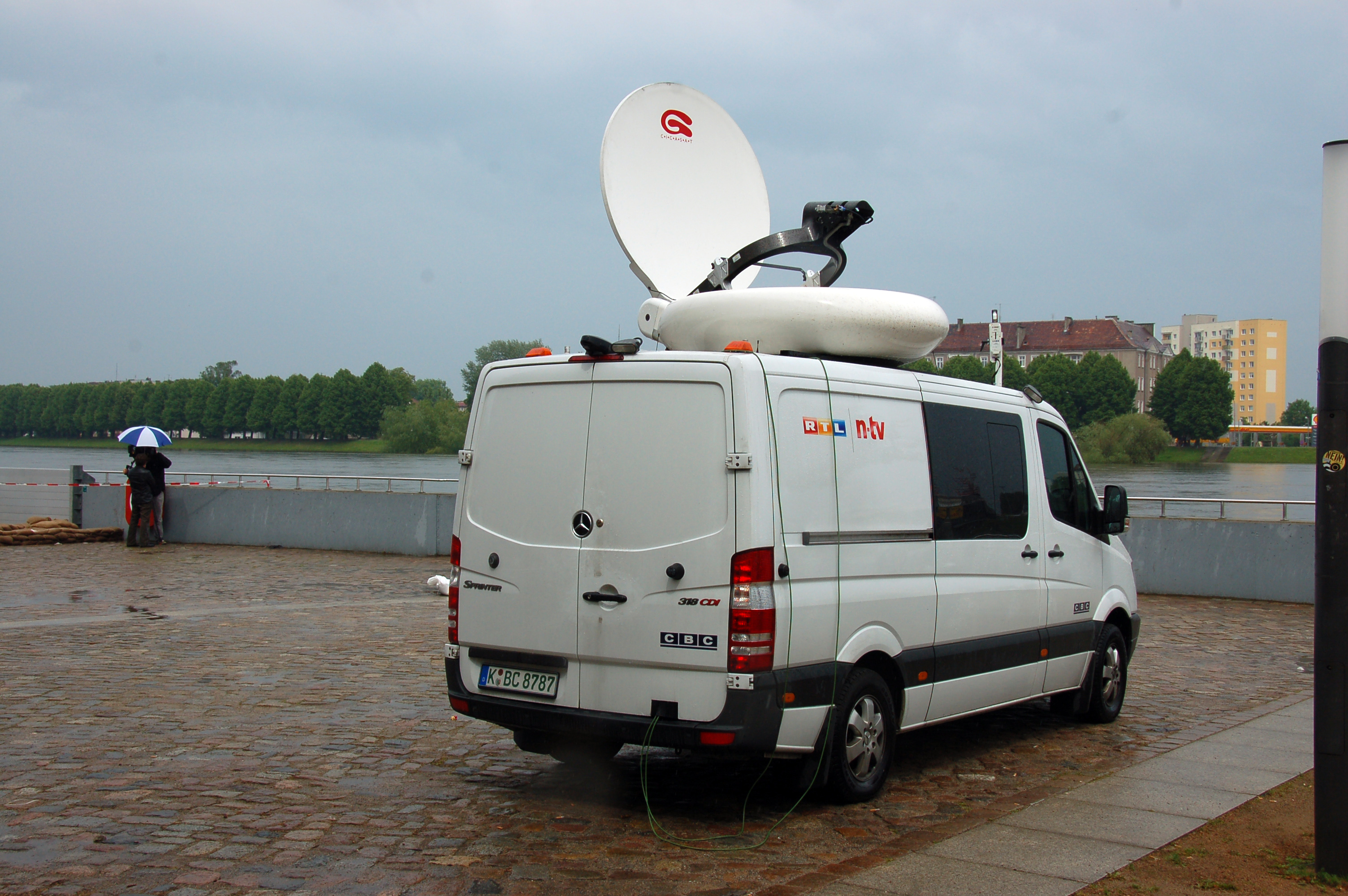
Übertragungswagen während des Oderhochwassers 2010 in Frankfurt (Oder)

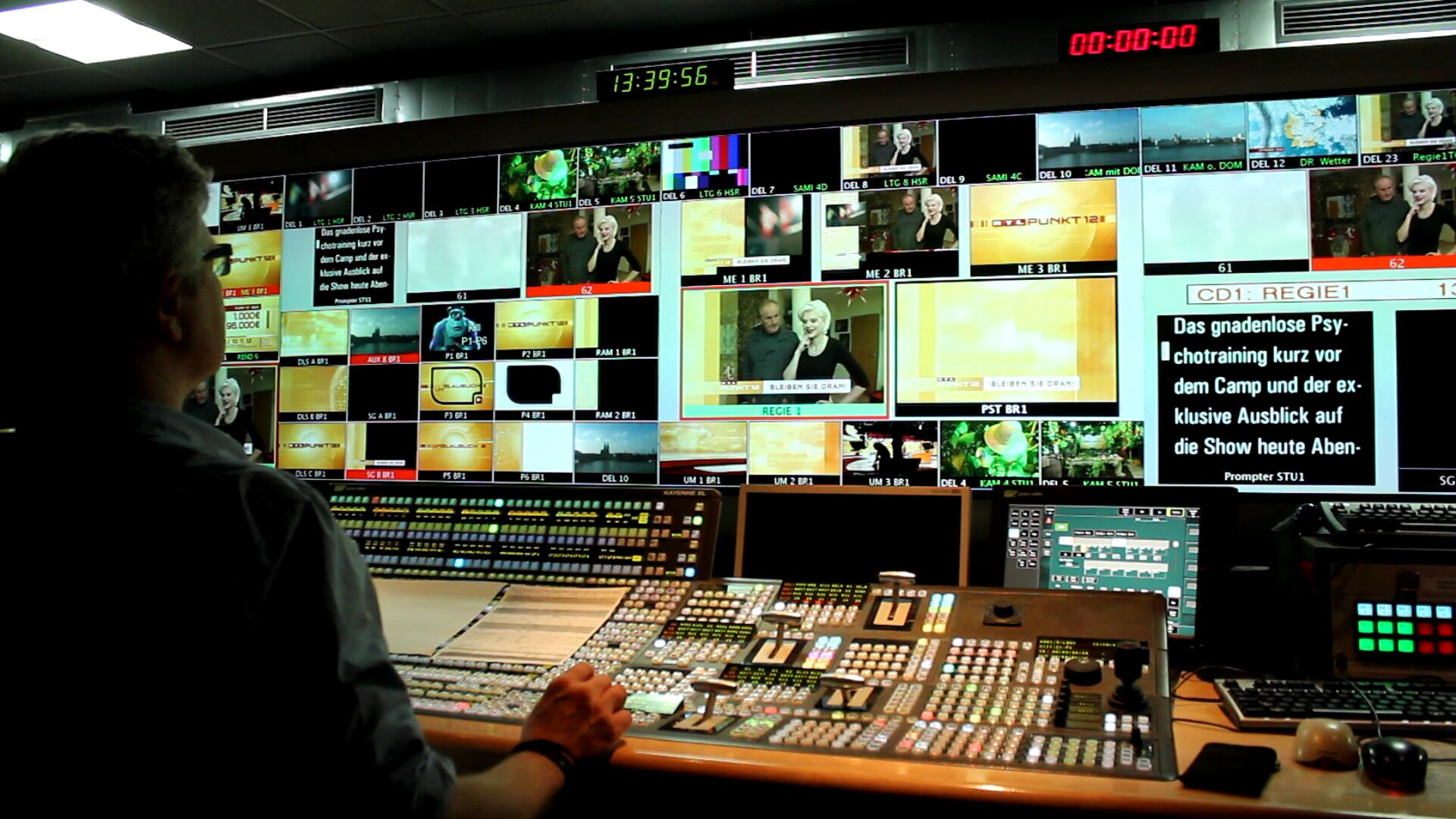
Regie des Senders, hier bei der Ausstrahlung von „Punkt 12“

RTL Television, kurz RTL (abgeleitet von Radio Télévision Luxembourg), ist ein deutschsprachiger Privatsender der RTL Group mit Sitz in Köln. Er ist als Ableger des deutschsprachigen Radioprogramms Radio Luxemburg entstanden. Aus diesem Grund gab es bis zum 30. Oktober 1992 noch den Senderzusatz plus. RTL Television gilt in Deutschland als Vollprogramm nach dem Medienstaatsvertrag und beschäftigt nach Auslagerung der Nachrichten und der Technik etwa 500 fest angestellte Mitarbeiter (Stand: August 2010).
Im September 2021 wurde im Zuge eines Re-Brandings die Mediengruppe RTL Deutschland in RTL Deutschland umfirmiert. In diesem Zusammenhang erhielten dann sowohl das Unternehmen als auch der Sender RTL neue Logos und ein neues Design.

## Geschichte

### Chronik bis 1992
RTL plus war bereits durch den Radiosender bekannt. Bereits vor Sendestart wuchs im Saarland, das von den Sendeanlagen aus Luxemburg erreichbar war, der Druck auf die Politik, privates Fernsehen auch in Deutschland einzuführen. Das Privatfernsehen nahm in der Bundesrepublik Deutschland am 1. Januar 1984 mit dem auf zwei Jahre angelegten Ludwigshafener Kabelpilotprojekt seinen Betrieb auf. Es war die Geburtsstunde von PKS (später Sat.1). Einen Tag später begann ab 17:27 Uhr das damals aus Luxemburg sendende RTL plus, benannt nach dem luxemburgischen Radio- und Fernsehveranstalter RTL (abgeleitet aus Radio Télévision Lëtzebuerg, siehe auch RTL Télé Lëtzebuerg), sein deutschsprachiges Programm. Der ungewöhnliche Sendestart fand in einem kleinen Studio in Bartringen mit folgender Spielszene statt: Chefarzt Rainer Holbe entband in einem Kreißsaal mit seinen Geburtshelfern einen Fernseher, auf dem das RTL-plus-Logo zu sehen war. Die Sendezeiten waren Montag bis Freitag von 17:30 Uhr bis 22:30 Uhr und Samstag bis Sonntag von 17:30 Uhr bis 24:00 Uhr. Die erste RTL-Sendung nach dem Startschuss waren die Nachrichten 7 vor 7 mit Hans Meiser und Geert Müller-Gerbes.
Anders als PKS/Sat.1 konnte RTL plus von Beginn an über Hausantenne empfangen werden – wenn auch nur von einem kleinen Zuschauerkreis von etwa 200.000 Haushalten, die den vom Sender Düdelingen aus Düdelingen in Luxemburg sendenden VHF-Kanal 7 empfangen konnten. Ab 1985 sendete RTL plus über den Satelliten ECS-1 (Eutelsat I-F1). Am 14. Mai 1986 stieg die Westdeutsche Allgemeine Zeitung (WAZ) mit einem 10-Prozent-Anteil bei RTL plus ein. Daneben hielt die Compagnie Luxembourgeoise de Télédiffusion (CLT) 50 % und die Bertelsmann AG rund 40 %. Anfang 1986 konnte RTL plus von rund 1,25 Millionen Haushalten in der Bundesrepublik Deutschland empfangen werden.
Was schon erfolgreich auf Radio Luxemburg lief, kam ab 23. September 1987 auch ins Fernsehen zu RTL plus: Guten Morgen Deutschland, unter anderem mit Nic Jacob. Damit begann nun wochentags das Programm schon um 6:30 Uhr.
Da RTL plus bis 1988 mit luxemburgischer Lizenz sendete, wurde die Sendung Hei Elei – Kuck Elei, eine Art Nachrichtenmagazin, in luxemburgischer Sprache ausgestrahlt. 1987 betrugen die Werbeeinnahmen rund 60 Millionen DM bei Gesamtkosten von 130 Millionen DM. Im gleichen Jahr erfolgte die Einführung der neuen Programmform „Frühstücksfernsehen“. Am 1. Januar 1988 wechselte RTL plus seinen Senderstandort von Luxemburg nach Köln und es entstand eine Niederlassung in München. Das Land Nordrhein-Westfalen genehmigte eine Erstfrequenz, mit der der Sender nach eigenen Angaben Mitte 1988 rund 5,4 Millionen Haushalte in der Bundesrepublik erreichen konnte. Die Vergabe dieser terrestrischen Sendelizenz war an die regelmäßige Ausstrahlung von Fensterprogrammen gebunden, die seitdem von unabhängigen Anbietern wie der dctp, bis 1998 auch Kanal 4, mit eigener redaktioneller Verantwortung produziert werden. Für die Zuschauer sind die Fensterprogramme daran zu erkennen, dass das RTL-Senderlogo ausgeblendet oder durch den Namen des Fensterprogrammanbieters bzw. des Programmnamens ergänzt wird. Am 5. April 1988 wurden die Hauptnachrichten 7 vor 7 in RTL aktuell umbenannt. RTL-plus-Chef Helmut Thoma äußerte damals gegenüber der Fernsehzeitschrift TV Spielfilm:

„Die Luxemburger lassen uns nur ungern ziehen. Aber sonst bekommen wir keine Frequenzen. Für Köln spricht, dass hier wegen des WDR die Übertragungsleitungen bereits vorhanden sind.“

Ab April 1988 begann RTL plus mit Eigenproduktionen, um die Attraktivität des Programms zu verbessern und die tägliche Einschaltdauer zu erhöhen. Nach Angaben der Gesellschaft für Konsumforschung lag die tägliche Einschaltdauer 1987 von RTL plus bei 24 Minuten, demgegenüber konnte der private Konkurrenzsender Sat.1 46 Minuten erreichen. Zu den neuen Eigenproduktionen des Senders fiel auch die erste deutsche Torten-Show Alles Nichts Oder?!, präsentiert vom gegensätzlichen Moderatoren-Duo Hugo Egon Balder und Hella von Sinnen. Eingeladen war stets ein prominenter Gast, mit dem dann gemeinsam gespielt wurde. Der Verlierer bekam am Ende Torten ins Gesicht. 1988 erklärte Edmund Stoiber schriftlich gegenüber Franz Josef Strauß „unsere Politik bezüglich RTL-plus war immer darauf ausgerichtet, eine Anbindung von RTL an das konservative Lager zu sichern beziehungsweise ein Abgleiten nach links zu verhindern“.
Am 5. Januar 1989 wurde die Streitshow Explosiv – Der heiße Stuhl mit den Moderatoren Olaf Kracht und Ulrich Meyer neu in das Programm aufgenommen. Ab 1989 wurde RTL plus analog über die Satelliten Astra 1A, DFS-Kopernikus und TV-SAT 2 in D2-MAC ausgestrahlt.
Am 21. Januar 1990 lief die erste Folge von Tutti Frutti. Die Frau von RTL-plus-Chef Thoma gab der erotischen Spielshow ihren Namen. Ursprünglich sollte Björn-Hergen Schimpf durch die Show führen – aber seine Frau legte ihr Veto ein. Schließlich übernahm Hugo Egon Balder den Job. Tutti Frutti wurde für RTL plus am späten Sonntagabend (bzw. Freitag oder Samstagabend) zum Quotenerfolg.
Am 31. Januar 1990 startete die Mini Playback Show, moderiert von Marijke Amado, mit ihrer ersten Folge, bei der Kinder ihre Lieblingsstars imitieren können. Mit dabei waren als Gäste in der Jury unter anderem Roberto Blanco, Heidi Brühl und Hansi Kraus.
Im Sommer 1990 tourte RTL plus durch die DDR und bot eine bunte Show an. Mit dabei waren unter anderem Harry Wijnvoord, Martina Menningen und Hugo Egon Balder. Die publikumswirksamste Attraktion für die männlichen Zuschauer war unumstritten der Auftritt des Cin-Cin-Balletts von Tutti Frutti. Ab Dezember 1991 sendete RTL plus rund um die Uhr, zum Bedauern für damalige RTL-Radiohörer, die nun auf ihr RTL-Radioprogramm verzichten mussten, welches immer während der Sendepause im Hintergrund lief.
Am 1. November 1992 wurde das plus aus dem Sendernamen gestrichen und durch das meistens ungenannte Television ersetzt. Das plus sollte deutlich vom Radioprogramm Radio Luxemburg abtrennen, was aber Anfang der 1990er-Jahre durch den nun großen Erfolg beim Publikum nicht mehr notwendig war. Die Symbole (gelbe Pyramide, roter Würfel, blaue Kugel) waren aber weiterhin zu sehen. Zuvor trennte sich RTL plus von seinen Ansagern.
Am 15. November 1992 feierte die Sendung Ein Tag wie kein anderer – das älteste Reisequiz von RTL plus – seine 400. Ausgabe. Bereits am ersten Sendetag von RTL plus lief die erste Folge mit Thomas Wilsch und Kandidaten per Telefon. Nach 200 Sendungen übernahm die Sendung für 9 Monate Werner Schulze-Erdel. Ab 1989 moderierten Susanne Kronzucker und Björn-Hergen Schimpf zusammen mit Karlchen. Susanne Kronzucker verließ den Sender im Herbst 1991 wegen ihres Studiums in New York – Schimpf blieb der Show bis 1993 treu, danach übernahm der Moderator der Sportsendung Anpfiff, Ulli Potofski, das Reisequiz, bis ETWKA noch im selben Jahr abgesetzt wurde.
Außerdem sendet RTL von Montag bis Freitag um 18 Uhr regionale Fensterprogramme für die Bundesländer Bremen, Niedersachsen, Hamburg, Schleswig-Holstein, Hessen und Nordrhein-Westfalen, die zusammengefasst als RTL Regional bezeichnet werden. In Bayern sowie in Teilen von Rheinland-Pfalz und Baden-Württemberg senden zur selben Zeit eigenständige Lokalsender ebenfalls regionale Programme als Fenster bei RTL. Im Hauptprogramm, das über Satellit und in Gebieten ohne Regionalfenster verbreitet wird, wird in dieser Zeit Explosiv – Das Magazin gesendet. Samstags gibt es für Bayern mit TV Bayern Live ein weiteres regionales Fensterprogramm. In den HD-Angeboten von RTL und über Satellitenempfang entfällt derzeit die Ausstrahlung von Regionalprogrammen.
Am 31. Oktober 1992 wurde der Sendername von RTL plus in RTL Television geändert; die Änderung des Senderlogos im laufenden Programm erfolgte am 5. Dezember 1992.

### Entwicklung ab 1993

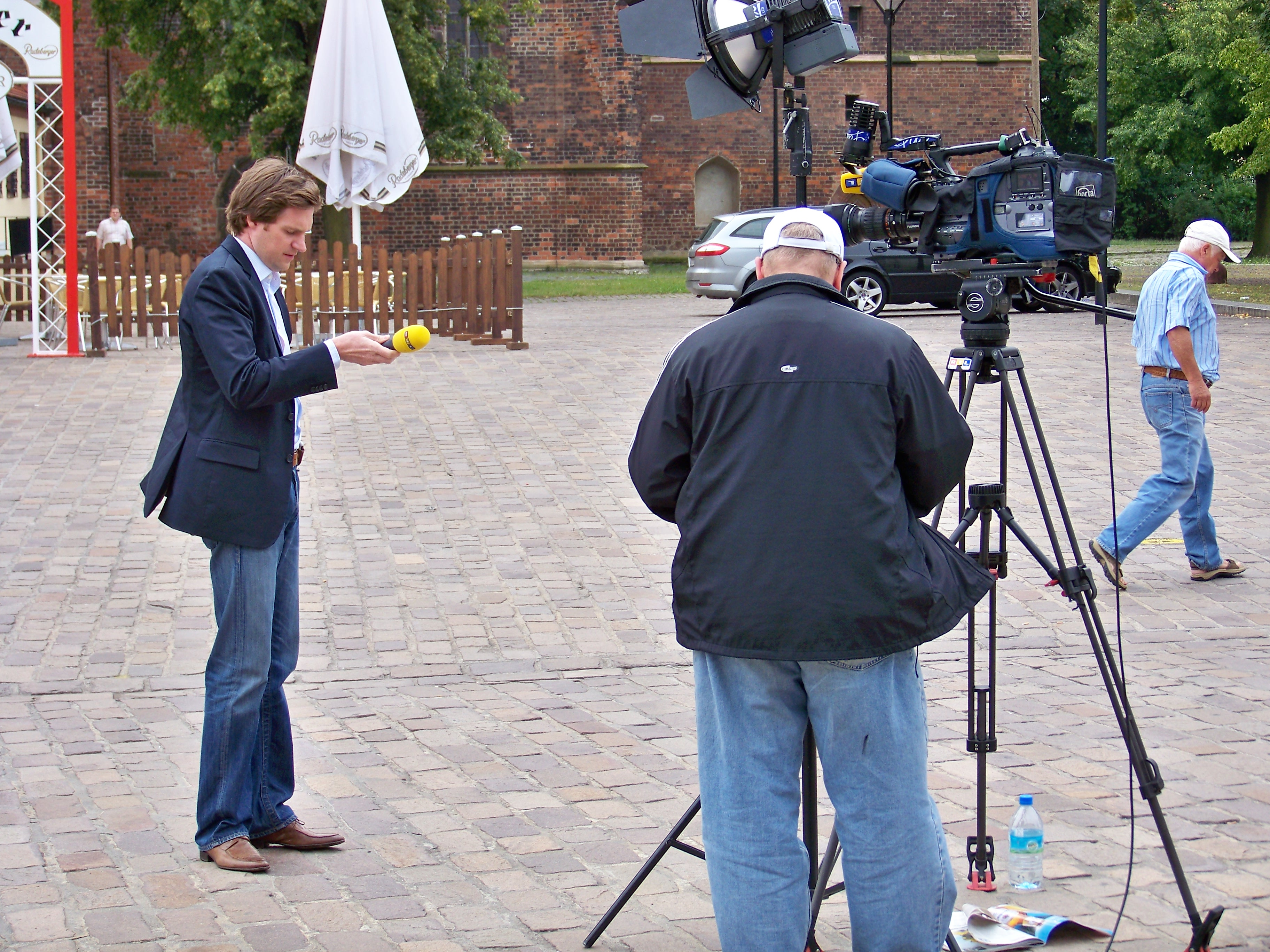
RTL-Reporter in Eilenburg

KRTL-Logo (1995–2007)

Nach anfänglichen Schwierigkeiten schaffte es RTL Ende der 1980er-Jahre, sich durchzusetzen. Im Jahr 1993 hatte RTL seinen bisher höchsten Marktanteil; im selben Jahr wurde der Sender auch erstmals Marktführer (und war der größte Werbeträger Europas). Dies blieb er bis 1997. Auch 1999 und von 2001 bis 2003 wurde der Sender Marktführer. In den Folgejahren konnte der Sender seine führende Marktstellung jedoch nicht behaupten und verlor kontinuierlich in der Zuschauergunst. Im Jahr 2006 rangierte RTL hinter dem Ersten, dem ZDF sowie den Dritten Programmen auf dem vierten Platz. Lediglich in der sogenannten werberelevanten Zielgruppe der 14–49-Jährigen konnte RTL seine Marktführerschaft aufrechterhalten. Zusatzinformationen zum laufenden Programm übertrug RTL ab Dezember 2006 bis zu deren Einstellung 2009 über blucom.
Neben dem bisherigen analogen und digitalen Programmangebot betreibt RTL auch die vier Spartenkanäle RTL Crime, RTL Living und Passion und Geo Television, die gegen Gebühr via Kabel und Satellit zu empfangen sind. Darüber hinaus bietet RTL sein Programm seit dem 1. November 2009 hochauflösend über die kostenpflichtige Plattform HD+ des Satellitenbetreibers SES Astra an. Seit Anfang 2010 kann man die hochauflösenden Programme auch über einige Kabelnetze empfangen.
RTL hat die digitale Ausstrahlung mit Schweizer Werbefenster, RTL CH, über den Satelliten Hot Bird 13,0° Ost zum 1. Januar 2007 eingestellt, die Ausstrahlung wurde Anfang 2008 jedoch wiederaufgenommen. Während der WM 2010 wurde eine temporäre Verschlüsselung aufgeschaltet, die nach der WM wieder deaktiviert wurde. RTL CH ist mittlerweile nicht mehr über Hot Bird empfangbar, sondern nur noch über Astra 19,2° Ost. Über Kabelfernsehen (DVB-C) war das Programm ausschließlich gegen eine Digitalgebühr zu sehen, jedoch wurde diese ab dem 3. April 2013 vom Bundeskartellamt für SD-Sender untersagt. Über DVB-T wurde das Programm in den Regionen Leipzig und Stuttgart bis zum 31. Dezember 2014 über die Viseo+-Plattform grundverschlüsselt, aber kostenlos angeboten.
Mit dem Streamingportal RTL+ wird der größte Teil des Programms auch im Internet verfügbar gestellt. Die beliebtesten Serien sind dort für bis zu sieben Tage nach der Fernsehausstrahlung kostenfrei. Danach sind sie kostenpflichtig. Einige sind auch grundsätzlich kostenlos. Einige sind von Anfang an kostenpflichtig und gegen eine Zahlung für 24 Stunden anzusehen.
Vom 28. November 1995 bis 2007 sendete RTL immer von 5:30 Uhr bis 10 Uhr das Kinderformat KRTL (Kinder RTL).
2009 feierte RTL sein 25. Jubiläum, zu dessen Anlass das Senderlogo im Januar vom Zusatz „25 Jahre“ eingefasst wurde. Der Sender würdigte sein 25-Jähriges zudem mit einer zweiteiligen Jubiläumsshow, die Oliver Geissen moderierte.
2010 konnte RTL die Position des Marktführers vor dem Ersten und dem ZDF wieder erreichen.
Seit dem 13. Juni 2013 ist RTL neben den anderen Sendern von RTL Deutschland auch über den Onlinestreamingdienst Zattoo empfangbar. Die Programme wurden am Nachmittag aufgeschaltet.
Im Oktober 2014 erweiterte RTL Deutschland mit dem Mode-Blog blogwalk.de, welcher mit dem VOX-Format Shopping Queen verknüpft ist, ihre Präsenz im Internet.
Am 4. Juni 2016 startete die RTL Group einen neuen Sender unter dem Namen RTLplus (seit September 2021: RTLup). Auf diesem werden hauptsächlich Wiederholungen alter Doku-Soaps, Gerichtsshows und Serien ausgestrahlt. Zusätzlich ließ die Mediengruppe neue Folgen von alten Gameshows wie z. B. Familienduell und Jeopardy! produzieren. Als Zielgruppe des Senders werden Frauen über 45 genannt, womit der Sender in Konkurrenz zu Sat.1 Gold steht.
Seit 28. April 2018 ist RTL UHD exklusiv über die Plattform HD+ verfügbar. Die Formel-1-Rennen sowie das Finale der 15. Staffel von Deutschland sucht den Superstar sollen dabei in Ultra High Definition Television (UHD) ausgestrahlt werden. Das DSDS-Finale soll zusätzlich in HDR (hohe Farbtiefe bzw. Dynamik) zu sehen sein. Dieser Sender ist zunächst nur bis Ende 2018 zu empfangen; außerhalb der übertragenen Sendungen sind Hinweistafeln zu sehen.
Im September 2021 stellte sich der Sender neu auf und „will positiver, familienfreundlicher, informativer“ werden. Statt aus Rot, Gelb und Blau setzt sich das neue Logo aus zahlreichen Farben zusammen, was die Neuausrichtung des Senders auf „größte Vielfalt“ ausdrücken soll.
Im Mai 2022 gab RTL einen umfangreichen, bis mindestens 2028 gültigen, Länderspiel-Deal mit der UEFA bekannt. Demzufolge wird RTL die bis zu 63 Spiele der deutschen Fußballnationalmannschaft von 2022 bis 2028 – darunter Nations-League-Spiele sowie einzelne Freundschaftsspiele – gemeinsam mit der ARD und dem ZDF live übertragen dürfen. Des Weiteren liegen die Ausstrahlungsrechte für 17 Spiele der Fußball-Europameisterschaft 2024 in Deutschland aus einem früheren Deal und die Ausstrahlungsrechte für die Europa League bzw. die Conference League bis mindestens 2024 exklusiv bei RTL und RTL+. Des Weiteren konnte sich RTL im September 2022 erfolgreich die vollumfänglichen Exklusivrechte für 80 Spiele der National Football League pro Saison von der Saison 2023/24 bis mindestens 2028 sichern, welche aufgeteilt bei RTL und Nitro sowie alle auf RTL+ zu sehen sein werden.
Ab 2024 etablierte sich Stefan Raab im Rahmen eines fünfjährigen Exklusivvertrags als neues Werbegesicht von RTL, nachdem dieser ursprünglich 15 Jahre beim Konkurrenzsender ProSieben unter Vertrag gestanden hatte. 

## Marktanteile
Der durchschnittliche Zuschauer war im Jahr 2012 bereits 47 Jahre alt, im Jahr 2022 betrug das Durchschnittsalter sogar 55. Der Sender erweiterte daher im März 2013 die werberelevante Zielgruppe von 49 auf 59 Jahre. Bei der Entwicklung der Zuschaueranteile ist zu berücksichtigen, dass sie nicht nur die Akzeptanz des Programms widerspiegeln, sondern v. a. in den Anfangsjahren auch die eingeschränkte Verfügbarkeit, da sich die Kabelfernsehnetze noch im Aufbau befanden, für Satellitendirektempfang in Deutschland eine Gebühr erhoben wurde und Privatfernsehen erst sukzessive im deutschen Sprachraum zugelassen wurde.

### Ab 3-Jährige
| - 1985: 00,4 % - 1986: 00,7 % - 1987: 01,2 % - 1988: 04,1 % - 1989: 10,0 % - 1990: 11,5 % - 1991: 14,4 % - 1992: 16,7 % - 1993: 18,9 % - 1994: 17,5 % | - 1995: 17,6 % - 1996: 17,0 % - 1997: 16,1 % - 1998: 15,1 % - 1999: 14,8 % - 2000: 14,3 % - 2001: 14,8 % - 2002: 14,6 % - 2003: 14,9 % - 2004: 13,8 % | - 2005: 13,2 % - 2006: 12,8 % - 2007: 12,5 % - 2008: 11,8 % - 2009: 12,5 % - 2010: 13,6 % - 2011: 14,1 % - 2012: 12,3 % - 2013: 11,3 % - 2014: 10,3 % | - 2015: 9,9 % - 2016: 9,8 % - 2017: 9,2 % - 2018: 8,3 % - 2019: 8,0 % - 2020: 8,1 % - 2021: 7,2 % - 2022: 7,4 % - 2023: 7,9 % - 2024: 8,1 % |

### 14-49-Jährige (klassische werberelevante Zielgruppe)
| - 2001: 17,9 % - 2002: 17,6 % - 2003: 18,2 % - 2004: 16,8 % - 2005: 16,0 % - 2006: 15,6 % | - 2007: 16,0 % - 2008: 15,7 % - 2009: 16,9 % - 2010: 18,1 % - 2011: 18,4 % - 2012: 15,9 % | - 2013: 14,5 % - 2014: 13,4 % - 2015: 13,0 % - 2016: 12,8 % - 2017: 12,2 % - 2018: 11,4 % | - 2019: 12,1 % - 2020: 11,4 % - 2021: 10,1 % - 2022: 9,9 % - 2023: 10,0 % - 2024: 10,1 % |

Ermittelt werden die Marktanteile von der Arbeitsgemeinschaft Fernsehforschung und sie werden jährlich auf DWDL.de veröffentlicht.

## Personalien
Vom 1. September 2005 bis zum 1. Februar 2013 war Anke Schäferkordt Geschäftsführerin von RTL Television. Die frühere Geschäftsführerin des RTL-Tochtersenders VOX löste damit Gerhard Zeiler ab, der sich auf die Führung der RTL Group konzentrierte. Seit Februar 2005 fungierte Schäferkordt bereits als seine Stellvertreterin bei RTL Television. Zeiler hatte am 1. November 1998 die RTL-Geschäftsführung übernommen. Zwischendurch – von November 2004 bis Februar 2005 – leitete der ehemalige Programmdirektor Marc Conrad das Unternehmen. Seit Ende 2005 hatte Anke Schäferkordt auch die Programmdirektion von Frank Berners übernommen.
Informationsdirektorin war vom 1. November 2004 bis zum 31. Dezember 2005 Ingrid M. Haas; am gleichen Tag schied auch Gründungsmitglied Adam Musialik, bis dahin Leiter Produktion und Technik, aus. Beide Stellen sind seitdem unbesetzt. Chefredakteur war Peter Kloeppel, der zunächst Chefmoderator der Hauptnachrichtensendung RTL aktuell war. Ende Oktober 2014 trat Kloeppel vom Amt des RTL-Chefredakteurs zurück. Chefmoderator bei RTL aktuell blieb er bis zu Rente 2024 aber weiterhin. Sein Nachfolger als Geschäftsführender Chefredakteur wurde Michael Wulf. Informationsdirektor und Chefredakteur von RTL war von Mai 1994 bis Oktober 2004 Hans Mahr.

### Geschäftsführer
- 1984 bis 31. Oktober 1998: Helmut Thoma (zunächst ab 1984 Direktor von RTL plus, ab 1986 Sprecher der Geschäftsführung von RTL plus Deutschland Fernsehen GmbH & Co. KG., Thoma übte dieses Amt zunächst zusammen mit Staake (siehe unten) aus, später dann allein)
- Mitte der 1980er-Jahre bis März 1991: Erich Staake (zusammen mit Thoma)
- 1. November 1998 bis 31. Oktober 2004 und 17. Februar 2005 bis 1. September 2005: Gerhard Zeiler
- 1. November 2004 bis 17. Februar 2005: Marc Conrad
- 1. September 2005 bis 1. Februar 2013: Anke Schäferkordt
- 1. Februar 2013 bis 1. Februar 2019: Frank Hoffmann
- 1. Februar 2019 bis 28. Februar 2021: Jörg Graf
- 1. März 2021 bis 16. November 2022 Henning Tewes[32]
- 17. November 2022 bis 28. Februar 2023: Stephan Schmitter[33]
- seit 1. März 2023: Inga Leschek[34]

### Chefredakteure
- Oktober 1984 bis Ende 1986: Egon F. Freiheit
- 1986–1988: Volker Kösters
- 1. Oktober 1988 bis 7. Februar 1994: Dieter Lesche
- 2. Mai 1994 bis 31. Oktober 2004: Hans Mahr
- 1. November 2004 bis 31. Juli 2014: Peter Kloeppel
- seit 1. August 2014: Michael Wulf[35][36]

## Standorte

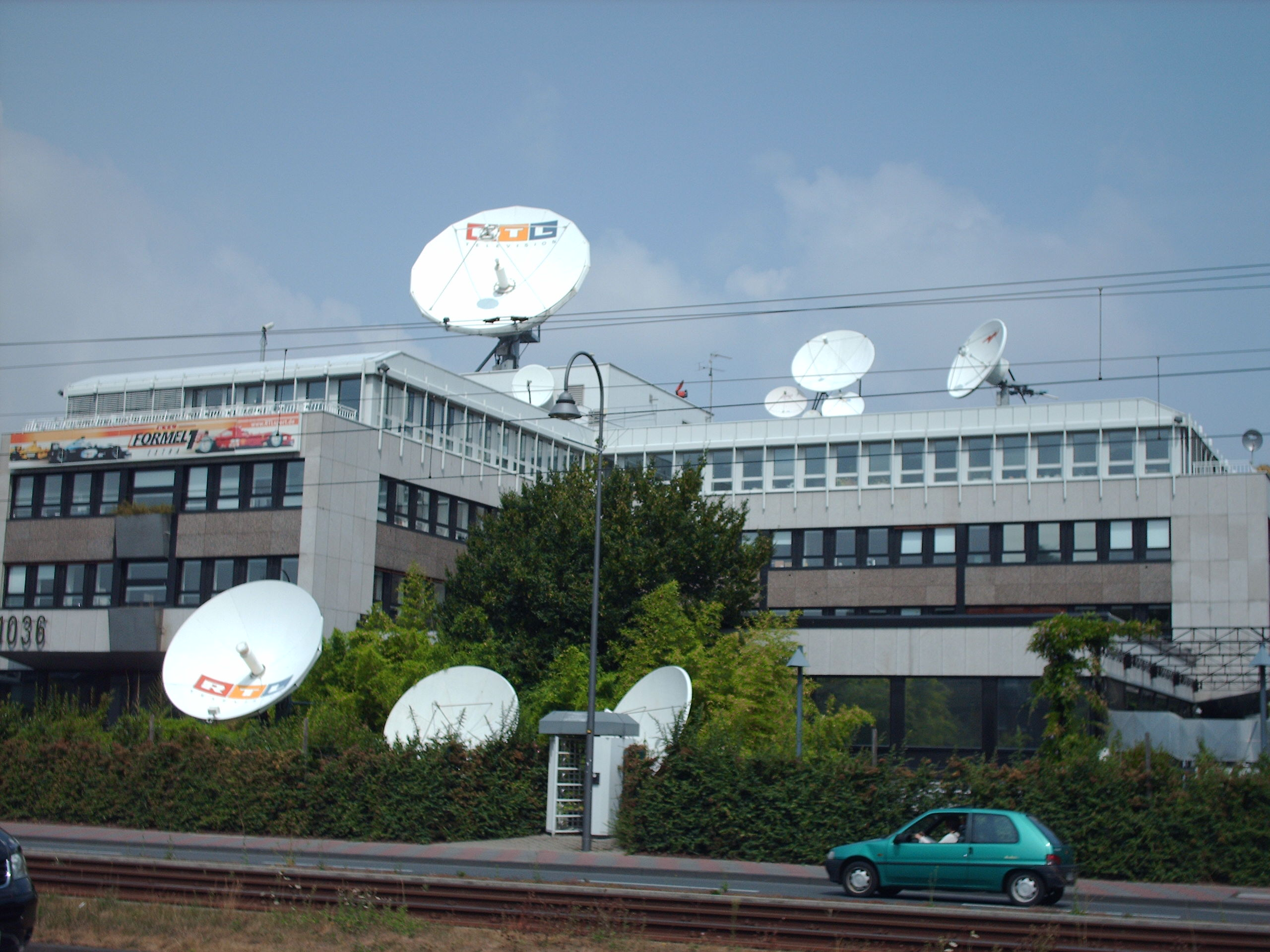
Ehemaliger Standort von RTL in Junkersdorf

Erster Standort des Senders war seit Januar 1988 Köln-Junkersdorf (Aachener Straße 1044). Am 7. Juni 2010 verlegte die Mediengruppe RTL Deutschland (heute: RTL Deutschland) das gemeinsame Sendezentrum von Junkersdorf (linksrheinisch) auf die rechte Rheinseite nach Köln-Deutz. Dort wurde für RTL ein Teil des ehemaligen Messegeländes umgebaut. Der Umzug in das in Klinkerbauweise errichtete (und teilweise unter Denkmalschutz stehende) alte Messegebäude direkt am Rhein, das einst auf Veranlassung Konrad Adenauers errichtet wurde, war für den Herbst 2009 vorgesehen, wurde jedoch erst im Juni 2010 verwirklicht. Mitte September 2010 nahm RTL das neue Sendezentrum in Köln-Deutz in Betrieb. Zudem zogen die in Köln ansässigen und zur RTL Group gehörenden Sender wie VOX und n-tv sowie einige andere zur Unternehmensgruppe gehörende Firmen wie IP Deutschland mit an den neuen zentralen Standort. Die RTL-Sendungen Extra – Das RTL-Magazin, Explosiv – Das Magazin, Exclusiv – Das Starmagazin und RTL aktuell wurden bereits seit Juni 2010 in dem neuen Standort produziert. Ein Großteil der bei RTL laufenden Shows wird in oder bei Köln produziert, zum Beispiel in Hürth (Magic Media Company Campus Hürth) oder in Köln-Ossendorf (Magic Media Company Coloneum).

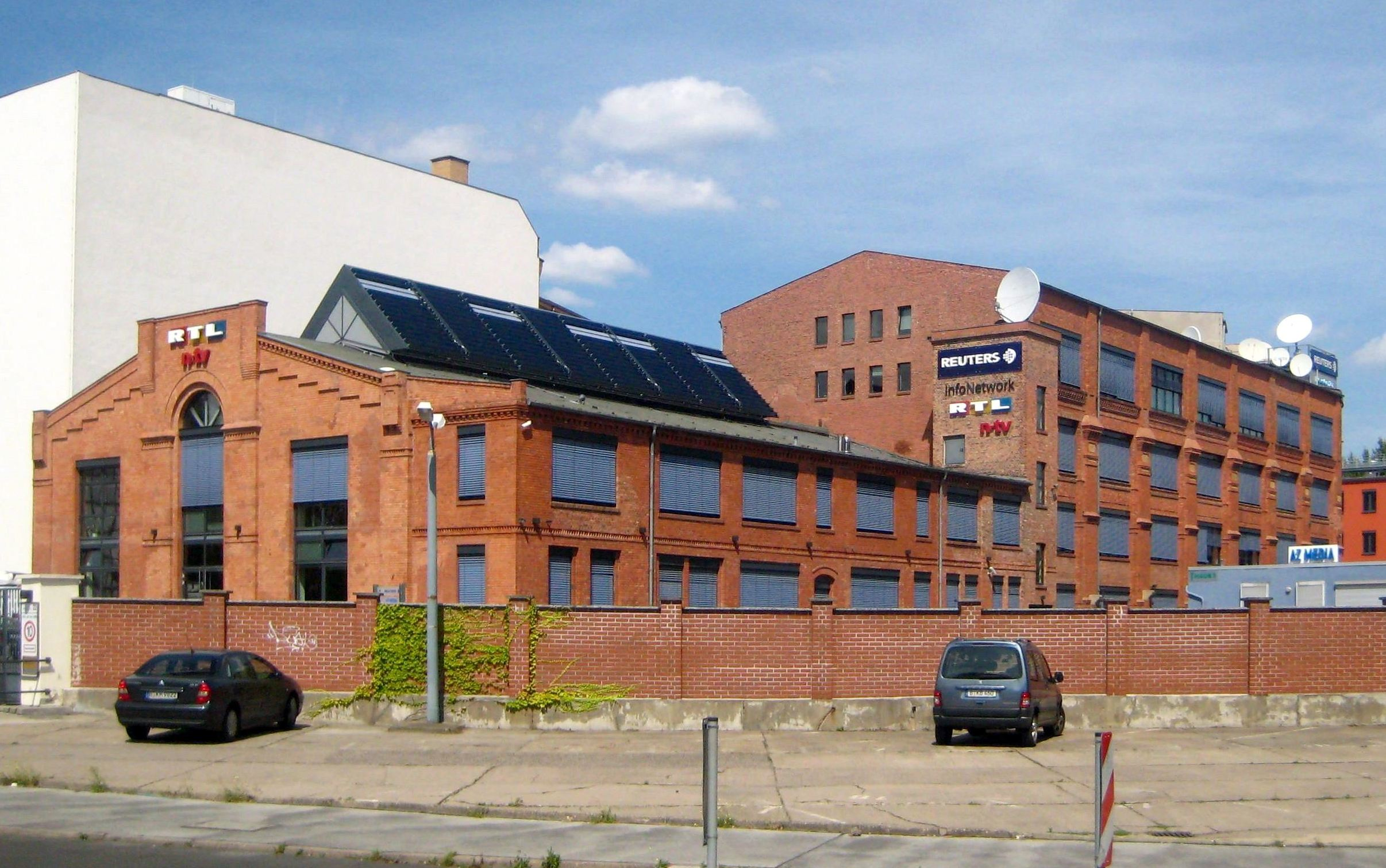
Ehemaliges RTL/ntv-Hauptstadtstudio am Schiffbauerdamm in Berlin

Über seinen Hauptsitz in Köln hinaus unterhält RTL weitere Studios, unter anderem ein gemeinsames Hauptstadtstudio mit N-tv von Mai 2000 bis September 2015 am Berliner Schiffbauerdamm, das seit dem Umzug im September 2015 in der Behrenstraße im Berliner Regierungsviertel untergebracht ist. Andere Außenstudios befinden sich in München, Frankfurt am Main, Essen, Bremen, Hamburg, Hannover, Kiel, Kassel, Ludwigsburg (bei Stuttgart), Mannheim und Leipzig. RTL greift in seiner Berichterstattung auf eigene Korrespondenten in den Auslandsstudios in New York, Brüssel, London, Paris, Jerusalem, Peking und Moskau zurück.

## Journalistenschule
Im Januar 2001 sind die Volontariate bei RTL Television in der betriebseigenen Journalistenschule aufgegangen. Die Ausbildung zum Fernsehredakteur erfolgt seitdem in verschiedenen Ausbildungsteilen an der RTL-Schule und in Praxisphasen in Redaktionen innerhalb und außerhalb von RTL.
Die Ausbildung umfasst insgesamt 24 Monate:
- Sechs Monate an der Journalistenschule in Köln
- 13½ Monate in Redaktionen bei RTL (bundesweit)
- Viereinhalb Monate in Wahlstationen (bundes- und weltweit)

## Logos des Senders

Cornerlogo bis 14. September 2021

Das Logo von RTL ist seit 1992 kaum verändert worden, lediglich ein Glaseffekt wurde eingeführt bzw. das Logo so verändert, dass es räumlicher wirkt. Die Farben des Logos (Rotes R, gelbes bzw. oranges T, blaues L) sind bereits seit 1988 nicht verändert worden.
Das Cornerlogo ist seit 1988 bereits in Grautönen und transparenten Ansätzen gehalten. Eine Ausnahme hierbei bildet der 14. Juli 2014, als das Logo in den Farben der deutschen Flagge gehalten wurde, als Anerkennung des 4. Weltmeistertitels der deutschen Fußballnationalmannschaft bei der Weltmeisterschaft 2014. Ab 0:00 Uhr war für 24 Stunden das R in schwarz, das T in Rot und das L in Gelb gehalten.
Ab dem 1. September 2017 trat RTL mit neuem Erscheinungsbild auf. Das Logo erhielt ein marginales Update.
Im September 2021 stellte sich der Sender neu auf und „will positiver, familienfreundlicher, informativer“ werden. Statt aus Rot, Gelb und Blau setzt sich das neue Logo aus zahlreichen Farben und einer Vielzahl von Logovarianten zusammen (die Logovarianten unterscheiden sich ausschließlich in den Farbvariationen), was die Neuausrichtung des Senders auf „größte Vielfalt“ ausdrücken soll.
Senderlogos

Logo von RTL plus ab 1984
Logo von RTL plus ab 1988
Logo von RTL Television ab 1992
Logo ab 1999
Logo ab 1. Januar 2004
Logo ab 31. August 2008
Logo ab 28. August 2014
Logo ab 1. September 2017
Aktuelles Logo seit 15. September 2021

Logos mit HD/UHD-Hinweis

RTL HD bis 27. August 2014
RTL HD ab 28. August 2014
RTL HD ab 15. September 2021
RTL UHD ab 15. September 2021

## Formate

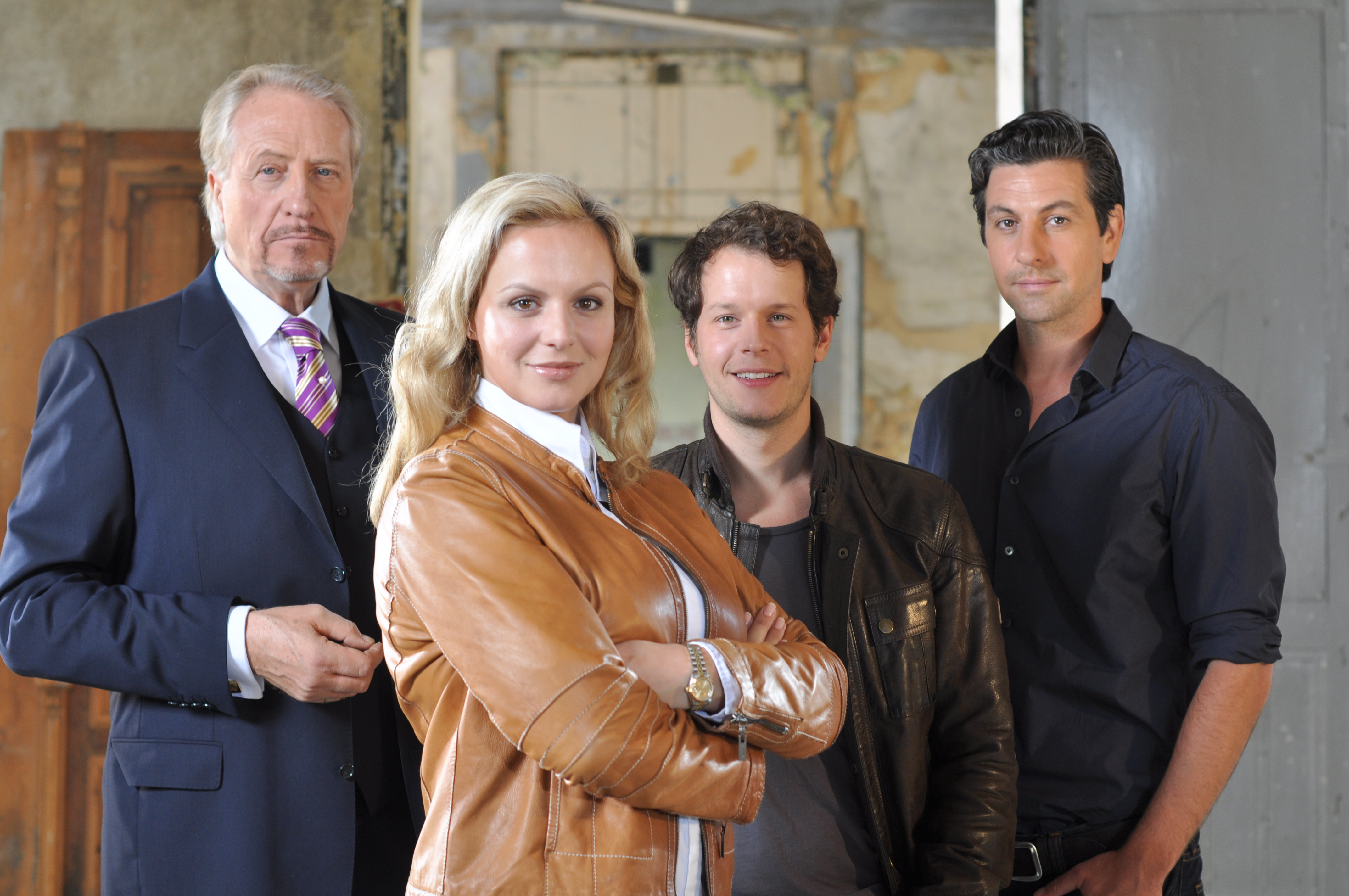
RTL-Serie Die Trixxer (2011)

## Kritik
In den Jahren 2010 und 2011 wurde der Sender in den Medien wiederholt dafür kritisiert, dass er mehrere seiner Formate als tatsächliche Dokumentationen präsentierte, obwohl sie in Wirklichkeit Scripted Reality waren. Auch die Authentizität und der Wahrheitsgehalt einiger Formate wurden massiv in Frage gestellt. Des Weiteren rief ein Beitrag, der beim RTL-Format Explosiv – Das Magazin lief und die gamescom in Köln zum Thema hatte, vor allem im Internet Empörung hervor. Dies äußerte sich vor allem auf der Videoplattform YouTube, auf der ein Mitschnitt dieses Beitrags zu finden war. Eine Berichterstattung über die gamescom selbst war hierbei quasi nicht vorhanden. Stattdessen wurden die Besucher klischeemäßig als unsoziale, ungepflegte und teils übelriechende Geschöpfe dargestellt. Den entsprechenden Beitrag ließ RTL inzwischen sperren, doch weitere Kopien lassen sich immer noch finden. Eine knappe Stellungnahme folgte während einer späteren Ausgabe von Explosiv.
Seit 2007 berichtet auch Holger Kreymeier auf seiner Webseite Fernsehkritik-TV in Form von Videobeiträgen kritisch über das Programm von RTL. In diesen führt er auch Interviews mit Darstellern von sogenannten Scripted-Reality-Shows wie Die Super Nanny oder Mitten im Leben, in denen sich die Protagonisten äußerst negativ gegenüber den Drehmethoden der Produktionsfirmen äußern.
Ende 2014 wurde nach der Ausstrahlung der Sendung „Kontaktversuch: ‚Lügenpresse‘ trifft Pegida“ des NDR-Fernsehmagazins Panorama öffentlich, dass es sich bei einem Interviewten um einen verdeckten RTL-Reporter gehandelt hatte. Auf der Sendungsseite wurde daraufhin der folgende Hinweis ergänzt: „Bei einem der Interviewten handelt es sich um einen verdeckt recherchierenden RTL-Reporter, wie Panorama erst nach den Dreharbeiten erfuhr.“ Der Vorfall wurde deutschlandweit heftig kritisiert und die Zusammenarbeit zwischen dem Reporter und RTL beendet.
Zeit Online kritisierte RTL 2015 als „Unterschichtenfernsehen“ mit einer „verantwortungslosen Ballermannbespaßung, das die Lüge strukturell zum Faktum verdreht und Sachlichkeit allenfalls homöopathisch dosiert.“
Im Juni 2016 zeigte RTL im Abendprogramm zu Unterhaltungszwecken Rachepornografie-Fotos ohne Zustimmung oder Anonymisierung des damals minderjährigen Opfers.